# Bahnhof Laurenburg
Laurenburg (Lahn) ist ein Bahnhof an der Lahntalbahn. Er liegt bei Laurenburg im Gemeindegebiet von Gutenacker im Rhein-Lahn-Kreis in Rheinland-Pfalz am Ufer des Flusses Lahn.

## Geschichte
Der Bahnhof Laurenburg ging im Jahre 1862 in Betrieb.
Im Bahnhof befanden sich ein mechanisches Stellwerk, Dienstwohnungen im Obergeschoss, ein Fahrkartenschalter, eine Gepäckabfertigungsanlage und ein Warteraum im Erdgeschoss. Im Güterverkehr diente er der Zink-Verladung aus dem Holzappeler Zinkwerk, weswegen sich auch eine Verladerampe und ein Güterschuppen am Bahnhof befand.
Das denkmalgeschützte Bahnhofsgebäude, ein spätklassizistischer Typenbau von Heinrich Velde, wurde verkauft und befindet sich heute in Privatbesitz.
Mit Betriebsübernahme des Abschnittes Limburg–Koblenz Hbf zum Fahrplanwechsel im Dezember 2004 wurde der Fahrkartenverkauf im Bahnhof Laurenburg eingestellt, da die Triebwagen der Vectus Verkehrsgesellschaft über Fahrscheinautomaten verfügten. Mit Betriebsübernahme durch die DB Regio wurde am Bahnhof Laurenburg ein Fahrscheinautomat der DB Vertrieb angebracht.
Das mechanische Stellwerk des Bahnhofs Laurenburg wurde durch ein Elektronisches Stellwerk ersetzt und der Bahnhof mit Lichtsignalen ausgestattet.
Der Bahnübergang der Landstraße am Bahnhof wurde in einen lokführerüberwachten Bahnübergang umgewandelt sowie eine automatische Schrankenanlage für Fahrgäste zum Kreuzen der Gleise im Bahnhof angebracht.
Der Bahnhof Laurenburg hat heute zwei Seitenbahnsteige, welche mit Blindenleitlinien, Wetterschutz, Dynamischen Schriftanzeigern, Beleuchtung und Sitzgelegenheiten ausgestattet sind. Er ist ebenerdig erreichbar. Akustische Ansagen erfolgen bei Abweichungen vom Regelfahrplan durch den Dynamischen Schriftanzeiger.

## Anbindung
2025 verkehrt hier die Regionalbahnlinie 23 Lahn-Eifel-Bahn (Mayen Ost–Andernach–Koblenz Stadtmitte–Koblenz Hbf–Bad Ems–Diez–Limburg) stündlich, mit zusätzlichen Zügen zu den Hauptverkehrszeiten.
Am Bahnhof befindet sich eine Park-and-Ride-Anlage sowie eine Bike-and-Ride-Anlage.
Eine Regionalbuslinie verbindet den Bahnhof Laurenburg mit Holzappel und Diez.
Der Bahnhof Laurenburg befindet sich im Verbund- und Tarifgebiet des Verkehrsverbunds Rhein-Mosel (VRM).
| Linie | Verlauf | Takt                          |
| ----- | --- | ----------------------------- |
| RB 23 | Lahn-Eifel-Bahn: (Kaisersesch → Urmersbach → Monreal → Mayen West →) (einzelne Fahrten) Mayen Ost – Kottenheim – Thür – Mendig – Kruft – Plaidt – Miesenheim – Andernach – Weißenthurm – Mülheim-Kärlich – Koblenz Stadtmitte – Koblenz Hbf – Niederlahnstein – Friedrichssegen – Nievern – Bad Ems West – Bad Ems – Dausenau – Nassau (Lahn) – Obernhof (Lahn) – Laurenburg (Lahn) – Balduinstein – Fachingen (Lahn) – Diez – Limburg (Lahn) Stand: Fahrplanwechsel Dezember 2021 | 60 min (+ Verstärker zur HVZ) |